# Lolita Lempicka

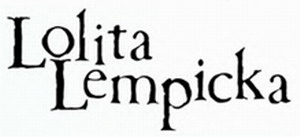
Logo marki Lolita Lempicka.

Lolita Lempicka, właściwie Josiane Maryse Pividal (ur. 14 sierpnia 1954 w Bordeaux) – francuska projektantka mody, stylistka i kreatorka perfum.
Pseudonim artystyczny Josiane Pividal jest połączeniem imienia Lolita – z książki Vladimira Nabokova Lolita oraz nazwiska polskiej malarki Tamary Łempickiej, zapisywanego po francusku, jako de Lempicka.

## Perfumy
W 1995 roku Pividal podpisała umowę na produkcję perfum sygnowanych marką Lolita Lempicka.
- w 1997 do sprzedaży trafiły pierwsze perfumy „Lolita Lempicka” w flakonie w kształcie jabłka,
- w 2000 wypuszczono pierwszy zapach dla mężczyzn „Lolita Lempicka Au Masculin”,
- w 2006 wydano drugi zapach dla kobiet „L”, dla którego inspiracją były syreny,
- w 2008 wypuszcza dwa nowe zapachy: „Fleur Défendue” i „Fleur de Corail”,
- jesienią 2009 do sklepów trafia zapach „Si Lolita”, którego flakon jest inspirowany czterolistną koniczynką,

## Nagrody
W 2002 Josiane Pividal została kawalerem Legii Honorowej.